# Congerville-Thionville
Congerville-Thionville és un municipi francès, situat al departament de l'Essonne i a la regió de Illa de França. L'any 2007 tenia 221 habitants.
Forma part del cantó d'Étampes, del districte d'Étampes i de la Comunitat d'aglomeració de l'Étampois Sud-Essonne.

## Demografia

### Població
El 2007 la població de fet de Congerville-Thionville era de 221 persones. Hi havia 76 famílies, de les quals 12 eren unipersonals (12 homes vivint sols), 20 parelles sense fills, 36 parelles amb fills i 8 famílies monoparentals amb fills.
La població ha evolucionat segons el següent gràfic:
Habitants censats

### Habitatges
El 2007 hi havia 88 habitatges, 82 eren l'habitatge principal de la família, 3 eren segones residències i 3 estaven desocupats. 87 eren cases i 1 era un apartament. Dels 82 habitatges principals, 74 estaven ocupats pels seus propietaris i 8 estaven llogats i ocupats pels llogaters; 1 tenia dues cambres, 4 en tenien tres, 17 en tenien quatre i 60 en tenien cinc o més. 64 habitatges disposaven pel capbaix d'una plaça de pàrquing. A 34 habitatges hi havia un automòbil i a 47 n'hi havia dos o més.

### Piràmide de població
La piràmide de població per edats i sexe el 2009 era:
| Homes | Edats   | Dones |
| ----- | ------- | ----- |
| 0     | 95 o +  | 0     |
| 0     | 90 a 94 | 0     |
| 0     | 85 a 89 | 4     |
| 4     | 80 a 84 | 0     |
| 8     | 75 a 79 | 0     |
| 0     | 70 a 74 | 8     |
| 0     | 65 a 69 | 0     |
| 0     | 60 a 64 | 0     |
| 0     | 55 a 59 | 0     |
| 20    | 50 a 54 | 16    |
| 8     | 45 a 49 | 12    |
| 16    | 40 a 44 | 4     |
| 4     | 35 a 39 | 12    |
| 16    | 30 a 34 | 4     |
| 0     | 25 a 29 | 4     |
| 0     | 20 a 24 | 0     |
| 16    | 15 a 19 | 16    |
| 4     | 10 a 14 | 12    |
| 12    | 5 a 9   | 8     |
| 8     | 0 a 4   | 8     |

## Economia
El 2007 la població en edat de treballar era de 158 persones, 123 eren actives i 35 eren inactives. De les 123 persones actives 114 estaven ocupades (59 homes i 55 dones) i 9 estaven aturades (6 homes i 3 dones). De les 35 persones inactives 9 estaven jubilades, 14 estaven estudiant i 12 estaven classificades com a «altres inactius».

### Ingressos
El 2009 a Congerville-Thionville hi havia 83 unitats fiscals que integraven 232,5 persones, la mediana anual d'ingressos fiscals per persona era de 21.271 €.

### Activitats econòmiques
Dels 8 establiments que hi havia el 2007, 1 era d'una empresa de fabricació d'altres productes industrials, 2 d'empreses de construcció, 2 d'empreses de comerç i reparació d'automòbils, 1 d'una empresa de transport, 1 d'una empresa d'hostatgeria i restauració i 1 d'una entitat de l'administració pública.
Dels 2 establiments de servei als particulars que hi havia el 2009, 1 era un paleta i 1 empresa de construcció.
L'any 2000 a Congerville-Thionville hi havia 5 explotacions agrícoles que ocupaven un total de 810 hectàrees.

## Poblacions més properes
El següent diagrama mostra les poblacions més properes.